# Mộc nhân thung

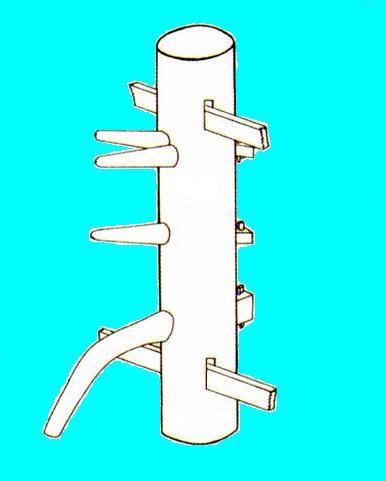
Đồ họa một mộc nhân cơ bản với 2 tay chéo không thẳng hàng, một tay ngang bụng và một chân bẻ xuống. Trên thân xỏ thanh ngang để treo trên giá đỡ.

Mộc nhân, Mộc nhân thung hay Mộc nhân trang (cọc/cột [hình] người gỗ) là một dụng cụ tập luyện đối kháng trong một số hệ phái võ thuật Trung Hoa, đặc biệt là các môn xuất phát từ Nam Trung Hoa như Thiếu Lâm phái, Vịnh Xuân quyền, Thái Lý Phật. Hiện nay, theo sự lan tỏa của các dòng phái võ thuật xuất phát từ châu Á, mộc nhân thung đã được sử dụng rộng rãi trên toàn thế giới.

## Lịch sử
Những dụng cụ tập luyện bằng gỗ đã được sử dụng từ lâu đời, tuy nhiên không ai có thể chứng minh được mộc nhân thực sự được dùng từ bao giờ, 2100 năm hay thậm chí xa hơn, tới 3200 năm về trước. Sử gia Tư Mã Thiên trong những ghi chép tại Sử ký có nhắc tới hoàng đế Vũ Ất đời nhà Thương (khoảng năm 1200 trước Công nguyên) với dụng cụ mang tên "Ou Ren" (Âu Nhân, hình nhân bằng gỗ) sử dụng trong luyện tập "Shou Bo" (Thủ bác, đánh tay không).
Dù huyền thoại về điều kiện phải chiến thắng 108 mộc nhân để chứng tích võ công trước khi được hạ sơn của các cao tăng Thiếu Lâm tự rất nổi tiếng, các nhà nghiên cứu vẫn không tìm thấy dấu tích của mộc nhân tại Tung Sơn, và mộc nhân thung pháp vẫn là dụng cụ tập luyện đặc thù của các võ phái Thái Lý Phật, Hắc Hổ Môn ở Hồng Kông, và Vịnh Xuân quyền.

## Cấu tạo
Không có một khuôn mẫu nghiêm ngặt về hình dạng, kích thước của mộc nhân thung mà tùy theo môn phái và thể trạng người tập, có thể có những yêu cầu về kiểu dáng khác nhau. Tuy nhiên trên tổng thể, mộc nhân có cấu tạo đơn giản là một trụ gỗ tròn đường kính trong khoảng 20 cm-50 cm, thông thường là 22 cm-40 cm; dài cỡ 1m60-1m80 tùy theo chiều cao mỗi người nếu đặt trên giá đỡ (loại sống, động). Nếu chôn xuống đất, dựa tường, treo trên tường, hoặc đặt trên nền đất (loại chết, bất động) thì phần thân ở trên mặt đất của mộc nhân có độ dài tương đương cao độ của người luyện tập.
Thông thường mộc nhân loại sống được sử dụng nhiều hơn do tính linh hoạt khi chịu lực.
Ngang thân mộc nhân đục các lỗ và xuyên qua các cọc/khúc gỗ nhỏ hơn, gọi là các tay, chân.

### Mộc nhân Hồng Kông

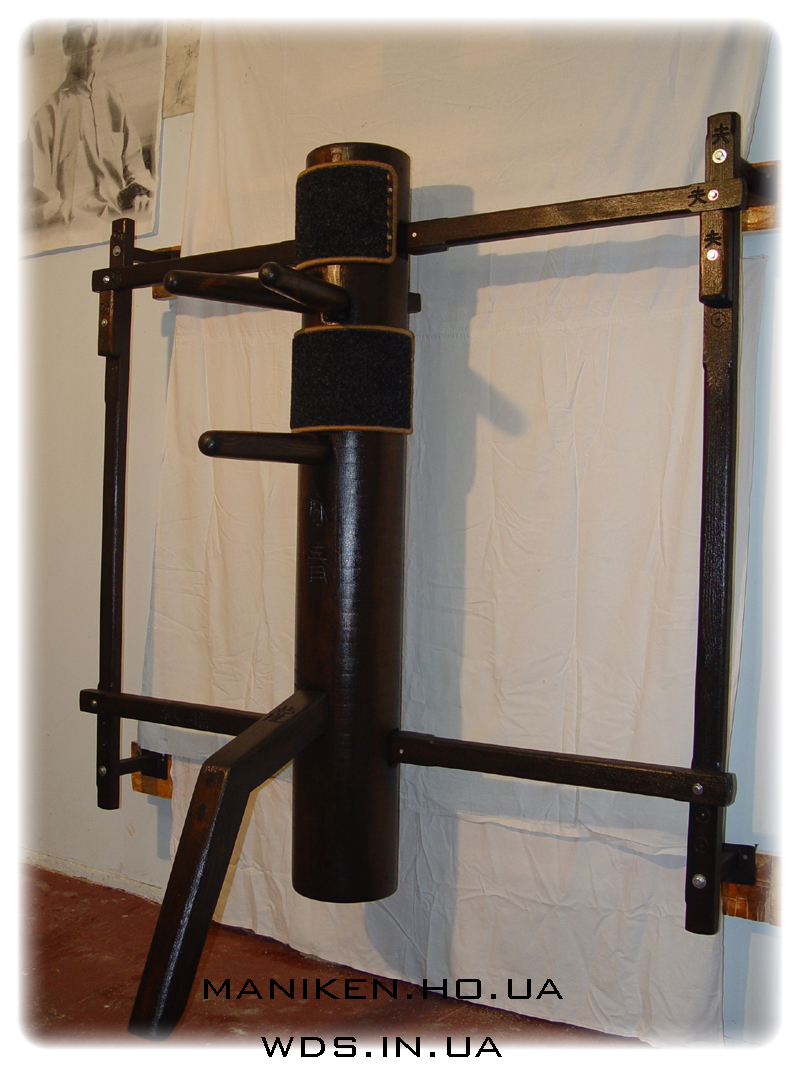
Mộc nhân kiểu Hồng Kông với giá treo

Vịnh Xuân quyền dòng Diệp Vấn tại Hồng Kông nói riêng và các chi phái Vịnh Xuân quyèn Trung Hoa hiện tại nói chung thường sử dụng cây mộc nhân thân gỗ đường kính nhỏ, từ 20-dưới 30 cm nhưng tối ưu là ~22 cm (9inch), có 4 cọc trên thân, trên cùng là hai cánh tay trên nằm ngang vai người tập và đưa chéo sang hai bên thành hình chữ V (với gốc chữ V giao cắt giữa thân mộc nhân, tức xuyên tâm). Độ dài tay khoảng 28 cm, góc mở tay khoảng 22 cm. Hai tay trên không ngang bằng nhau, một tay cao một tay thấp. Cánh tay dưới nằm trên trung tuyến và đưa thẳng ngang bụng người tập, có độ dài bằng 2 tay trên. Dưới cùng là một chân thường được bẻ cong xuống mô phỏng chân đứng đinh tấn của đối thủ (hoặc đôi khi để thẳng), thiết kế nằm ở giữa và ngang đầu gối. Toàn bộ thân mộc nhân thường được treo bởi hai thanh ván xỏ xuyên qua trên và dưới hai bên hông của thân lên giá đỡ bằng gỗ dựng sát tường. Hai miếng ván đó chịu lực trên hai cây cột trụ chôn hoặc đặt vững trãi trên nền đất hai bên mộc nhân. Khi thân mộc nhân bị đánh, hai miếng ván nêu trên kéo thân trở lại phía trước sau khi thân dội về phía sau và vì vậy, tạo cho thân tính đàn hồi. Phương di chuyển khi chịu đòn của mộc nhân gồm 2 phương, hoặc dọc thanh treo, hoặc vuông góc với thanh treo.

### Mộc nhân Việt Nam

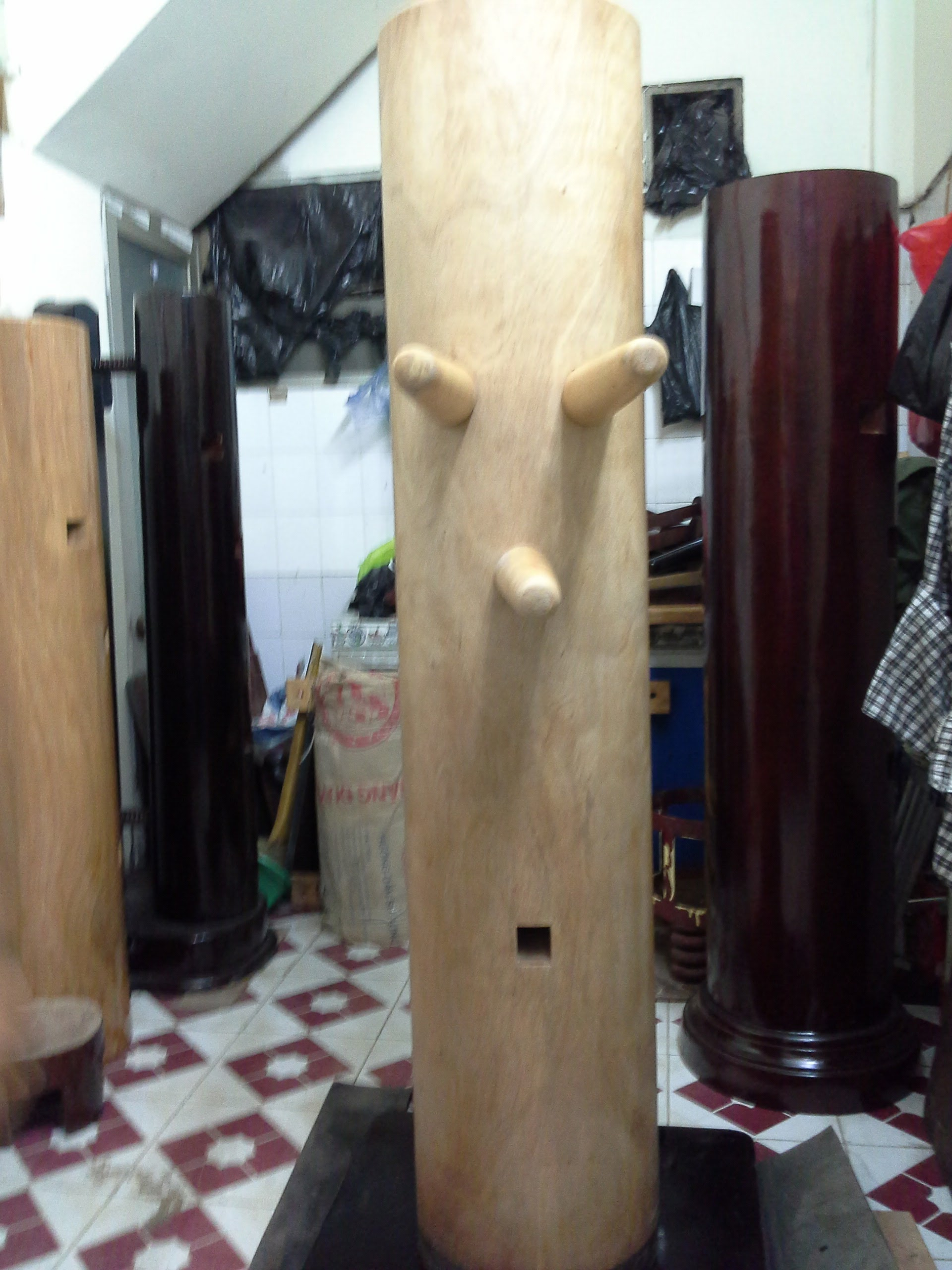
Mộc nhân Việt Nam kiểu chôn đất

Mộc nhân trong các hệ phái Vĩnh Xuân quyền Việt Nam truyền thống thường là một trụ gỗ to, nặng, đường kính thậm chí có thể lên tới hơn 50 cm nhưng thông thường khoảng 30–40 cm, ít khi treo lên giá mà chỉ để dựng đứng với đế gỗ, đế lò xo, hoặc không cần đế với các cây có đường kính >35 cm; 2 tay trên cao ngang nhau và ngang vai người tập, gốc tay không cắt xuyên tâm mộc nhân, khoảng hở giữa hai tay tương đương một bàn tay chưởng; tay thứ 3 ngang bụng người tập và chĩa thẳng (hoặc hơi chéo xuống); chân có thể có hoặc không tùy dòng phái, nhưng thường là không có. Do không treo lên giá, phương thức di chuyển khi chịu đòn của mộc nhân kiểu dạng này nhìn chung linh hoạt và đáp ứng được nhiều kiểu tập hơn, như triển khai các chiêu thức tự do hay theo bài (bài 108, còn gọi là Bách linh bát thức hay Nhất linh bát), tập lực, tập tháo lỏng, tập du đẩy.
Theo thời gian, mộc nhân thời hiện đại càng ngày càng xuất hiện nhiều biến thể linh hoạt hơn, lắp  nhiều tay, chân hơn, có thể tháo ráp từng đoạn để tiện lợi di chuyển hay nâng cấp cấu hình, có thể xoay tròn. Các bộ phận của mộc nhân không chỉ được làm từ gỗ mà có thể làm từ kim loại, cao su. Chân mộc nhân có thể làm đế gỗ (chữ thập, hộp, hình thang, hình vuông), đế kim loại (tròn, vuông), lò xo tàu hỏa hay lò xo xe máy. Điển hình là võ phái Triệt Quyền Đạo và một số dòng Vịnh Xuân Việt Nam, đã cải cách mộc nhân theo hướng không sử dụng hai miếng ván và cột trụ nhằm tạo tính động cho mộc nhân, mà thay vào đó, sử dụng lò xo dưới chân.

## Sử dụng

### Một số ứng dụng
Môn sinh các hệ phái võ thuật có nhiều phương thức ứng dụng mộc nhân nhằm tập lực, tập phát kình, tháo lỏng, tập du đẩy và phá du đẩy. Các phương thức rèn tập với mộc nhân có thể là những động tác riêng lẻ hoặc tập hợp thành bài.

### Bài Mộc nhân trang

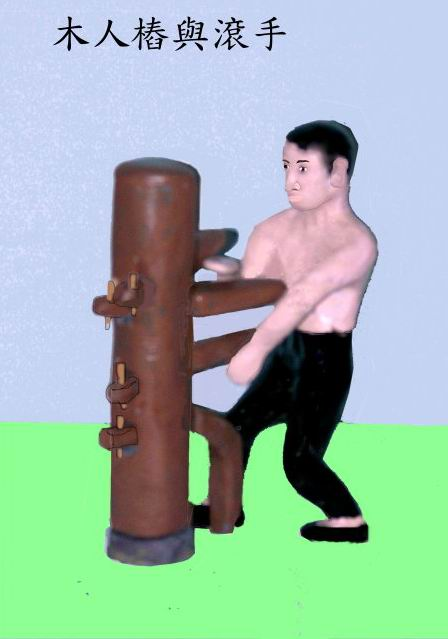
Chiêu thức cổn thủ trên mộc nhân thung

Bài Mộc nhân trang hay Mộc nhân thung có thể coi là một bài quyền cao cấp của Vịnh Xuân quyền, chỉ dạy cho các học trò cao cấp. Theo từng dòng phái, các bài Mộc nhân thung cũng có ít nhiều sự khác biệt. Bài của các dòng Vịnh Xuân Quyền Việt Nam bao gồm 108 động tác nên còn được gọi với tên Bài 108 (Nhất linh bát thức), ngoài số ít các động tác ứng dụng tấn pháp Chính thân kiềm dương tách bài thành 5 phần, bài bao gồm phần lớn các động tác lặp lại ở hai bên (tả hữu) với thế tấn Trắc thân kiềm dương; có 8 đòn cước pháp kết hợp thủ pháp, 8 thức cùi chỏ, và 8 đòn đánh gối.
Bài của chi phái Quảng Đông chia thành 2 phần với hơn 160 động tác, có 5 thế đá (Câu cước, Dịch đăng cước, Nguyệt ảnh cước, Hổ vĩ cước) và 1 thế đánh gối (Tất chàng phúc).
Bài của chi phái Diệp Vấn tại Hồng Kông chia thành 10 đoạn với 140 động tác khi được truyền dạy ở Phật Sơn, nhưng khi tới Hồng Kông ông rút xuống còn 108 động tác sau khi bỏ đi một số chiêu thức quá sát thủ, vài năm sau thấy không đủ nên ông lại nâng lên thành 116 động tác chia thành 8 đoạn. Bài có bao gồm tám thế cước (Trực đăng thoái, Hoành sanh thoái, Tà đà tất thoái, Thập tự thoái, Tiệt tảo thoái, Khấu đàn thoái, Tà đà cước thoái, Hoành đà tất thoái). Hiện nay bài Mộc Nhân Trang của Diệp Vấn, tuy hết sức phổ biến trong nhiều chi phái Vịnh Xuân trên toàn thế giới, đã hầu như thất truyền những tuyệt chiêu mà tổ sư đã không truyền dạy. Bài giúp môn sinh thực hiện toàn diện chiến lược công thủ phản biến. Trừ một số ít đòn thế áp dụng khi đứng tấn Chính thân kiềm dương, hầu hết các chiêu thức của bài được triển khai khi môn sinh chiếm giữ trung tuyến, dùng Tam giác bộ (bộ pháp tam giác với đỉnh là vị trí của người tập lúc khởi chiêu) di chuyển từ nội môn (phần thân nằm trong hai cánh tay trên) qua ngoại môn (phần ngoài hai cánh tay), tưởng tượng tránh đòn của đối thủ, sau đó tấn công vào bên hông mộc nhân.